# KBS원주방송국
KBS원주방송국(KBS原州放送局)은 강원특별자치도 영서 남부지역을 대상으로 하는 KBS춘천방송총국 소속 산하의 지역국이었다. 1964년 개국하여 1986년 12월 한국방송공사 공사 직제개편으로 KBS춘천방송총국 산하 원주방송지원시설로 격하되었다.
2004년 11월 한국방송공사 지역국 기능 조정으로 춘천총국 산하 영월국 폐지와 영월 중계소, 평창 중계소의 기능을 원주방송국으로 통합하였다.
현재는 대부분 KBS본사(춘천총국)의 프로그램을 릴레이하여 편성하고 있다.

## 조직
- 방송부 - Radio제작, TV제작(TV제작, 카메라), 아나운서, 보도(편집, 취재)
- 기술부 - 제작기술, 송출기술, 중계기술, TV기술, Radio기술
- 총무부 - 총무, 재원, 수신서비스
- 송신, 중계, 사업소 - 백운산송신소(TV/FM), 태기산중계소(TV/FM), 원주송신소(AM), 평창중계소(AM), 영월중계소(AM, 휴지중)

## 연혁
- 1964년 9월 1일: 원주방송국 개국
- 1971년 4월 22일: 백운산 송신소 개소
- 1978년 5월 12일:태기산 중계소 개소
- 1982년 1월 1일: 신림 TVR 송출
- 1985년 5월 16일: 연주소 신사옥 기공
- 1986년 9월 1일: 연주소 신사옥 준공
- 1987년 11월 17일: 백운산 송신소 1TV, 음악FM 로칼방송 실시
- 1993년 7월 12일: 문막 TVR 설치
- 1994년 11월 21일: 원주송신소 자동화 완료(무인운용)
- 1997년 9월 1일: AM/FM 주조 및 스튜디오 이전 (지하1층 -> 지상2층)
- 2000년 12월 11일: 태기산 중계소 표준FM 로컬방송 실시
- 2001년 4월 16일: 백운산 송신소 무인운용
- 2001년 8월 21일: 연주소 표준FM STEREO화 완료
- 2001년 9월 29일: 백운산 송신소 표준FM 시험방송
- 2002년 5월 2일: 백운산 송신소 표준FM STEREO 방송 송출
- 2002년 9월 10일: 태기산 중계소 표준FM STEREO 방송 송출
- 2004년 11월 1일: 지역국 기능조정 시행으로 영월국 페지영월중계소와 평창중계소를 원주국으로 통합 정선중계소와 사북중계소는 강릉국으로 통합
- 2004년 11월 30일: 송출센터 장비 빛 인원 원주국으로 완전 철수
- 2005년 9월 1일: 시청자 광장 오픈 및 TV주조 디지털 공사 준공
- 2005년 12월 27일: 디지털 TV 개국
- 2010년 12월 23일: DMB(백운산) 개국
- 2011년 7월 21일:DMB(태기산) 개국
- 2011년 12월 31일: 6개소 DTVR 개국 (문막, 신일, 미탄, 예미, 방제, 평창)
- 2012년 7월 31일: 20102개소 DTVR 개국 (신림, 쌍용)
- 2012년 10월 25일: 도권 지상파 아날로그 TV방송 종료
- 2012년 12월 31일: 2개소 DTVR 신설 개국 (대화, 마차)
- 2013년 10월 30일:백운산송신소/태기산중계소 디지털 TV 채널 재배치
- 2016년 11월 9일:윗도골 송신소 2R FM 100.5MHz 개국
- 2023년 6월 11일: 강원특별자치도 원주시 원일로 57

## 방송 송출 시설망

### TV
- 1TV
  - 호출부호 : HLCW-DTV
  - 가상채널 : 9-1

| 송신소        | UHD      | UHD      | UHD   | HD                                         | HD       | HD    | 송신소 위치                     |
| 송신소        | 물리채널 | 물리채널 | 출력  | 물리채널                                   | 물리채널 | 출력  | 송신소 위치                     |
| 송신소        | 1TV      | 2TV      | 출력  | 1TV                                        | 2TV      | 출력  | 송신소 위치                     |
| ------------- | -------- | -------- | ----- | ------------------------------------------ | -------- | ----- | ------------------------------- |
| 백운산 송신소 |          |          |       | CH 44                                      | CH 45    | 1kW   | 강원 원주시 판부면 서곡리 산166 |
| 문막 중계소   | CH 14    | CH 16    | 10W   | 강원 원주시 문막읍 건등리 산55-2           |          |       |                                 |
| 매지 소출력   | CH 44    | CH 45    | 0.05W | 강원 원주시 흥업면 매지리 산1857           |          |       |                                 |
| 신림 중계소   | CH 28    | CH 29    | 5W    | 강원 원주시 신림면 황둔리 산29-1           |          |       |                                 |
| 태기산 중계소 | CH 19    | CH 56    | 2kW   | CH 20                                      | CH 23    | 1kW   | 강원 횡성군 둔내면 태기리 산1-1 |
| 둔내 소출력   |          |          |       | CH 20                                      | CH 23    | 0.05W | 강원 횡성군 둔내면 둔방내리     |
| 진부 중계소   | CH 40    | CH 39    | 10W   | 강원 평창군 진부면 송정리 산169-1          |          |       |                                 |
| 대화 중계소   | CH 34    | CH 40    | 5W    | 강원 평창군 대화면 대화리 산166            |          |       |                                 |
| 평창 중계소   | CH 31    | CH 32    | 20W   | 강원 평창군 평창읍 노론리 산27-1           |          |       |                                 |
| 미탄 중계소   | CH 25    | CH 27    | 20W   | 강원 평창군 미탄면 율치리 산1-2            |          |       |                                 |
| 신일 중계소   | CH 25    | CH 27    | 10W   | 강원 영월군 주천면 주천리 산86-5 (다래산)  |          |       |                                 |
| 쌍용 중계소   | CH 40    | CH 41    | 5W    | 강원 영월군 한반도면 쌍용리 산121          |          |       |                                 |
| 마차 중계소   | CH 31    | CH 32    | 5W    | 강원 영월군 북면 마차리 산132-11           |          |       |                                 |
| 영월 중계소   | CH 46    | CH 47    | 90W   | 강원 영월군 영월읍 팔괴리 산247-1 (국지산) |          |       |                                 |
| 일당산 중계소 | CH 31    | CH 33    | 20W   | 경기 양평군 양동면 삼산리                  |          |       |                                 |
| 북내 중계소   | CH 44    | CH 41    | 5W    | 경기 여주시 북내면 중암리                  |          |       |                                 |

아날로그TV
- 1TV
  - 호출부호 : HLCW-TV
- 2TV

| 송신소        | 물리채널 | 물리채널 | 출력       | 송신소 위치                                |
| 송신소        | 1TV      | 2TV      | 출력       | 송신소 위치                                |
| ------------- | -------- | -------- | ---------- | ------------------------------------------ |
| 백운산 송신소 | CH 10    | CH 31    | 1kW / 10kW | 강원 원주시 판부면 서곡리 산166            |
| 문막 중계소   | CH 45    | CH 51    | 50W        | 강원 원주시 문막읍 건등리 산55-2           |
| 신림 중계소   | CH 12    | -        | 1W         | 강원 원주시 신림면 황둔리 산29-1           |
| 태기산 중계소 | CH 11    | CH 52    | 1kW / 5kW  | 강원 횡성군 둔내면 태기리 산1-5            |
| 평창 중계소   | CH 29    | CH 27    | 10W        | 강원 평창군 평창읍 하리 산3-5 (노성산)     |
| 미탄 중계소   | CH 19    | CH 35    | 50W        | 강원 평창군 미탄면 율치리 산1-2            |
| 신일 중계소   | CH 54    | CH 27    | 50W        | 강원 영월군 주천면 주천리 산86-5 (다래산)  |
| 쌍용 중계소   | CH 55    | CH 39    | 10W        | 강원 영월군 한반도면 쌍용리 산121          |
| 문곡 중계소   | CH 39    | CH 33    | 10W        | 강원 영월군 북면 문곡리 산25               |
| 영월 중계소   | CH 57    | CH 41    | 100W       | 강원 영월군 영월읍 팔괴리 산247-1 (국지산) |

### 라디오
| KBS원주 제1라디오 | KBS원주 제1라디오 | KBS원주 제1라디오 | KBS원주 제1라디오 | KBS원주 제1라디오                           |
| 송신소            | 주파수            | 출력              | 호출부호          | 송신소 위치                                 |
| ----------------- | ----------------- | ----------------- | ----------------- | ------------------------------------------- |
| 원주 송신소       | AM 1152kHz        | 10kW              | HLCW              | 강원 원주시 태장1동 809                     |
| 백운산 송신소     | FM 97.1MHz        | 1kW               | HLCW-SFM          | 강원 원주시 판부면 서곡리 산166             |
| 태기산 중계소     | FM 95.5MHz        | 1kW               | -                 | 강원 횡성군 둔내면 태기리 산 1-5            |
| 평창 중계소       | FM 100.7MHz       | 50W               | HLCC-SFM          | 강원 평창군 평창읍 노론리 산27-1            |
| 영월 중계소       | FM 95.5MHz        | 90W               | HLCV-SFM          | 강원 영월군 영월읍 팔괴리 산247-1 국지산    |
| KBS원주 제2라디오 |                   |                   |                   |                                             |
| 송신소            | 주파수            | 출력              | 호출부호          | 송신소 위치                                 |
| 윗도골 송신소     | FM 100.5MHz       | 300W              | HLCE-SFM          | 강원특별자치도 원주시 소초면 수암리 산202-4 |
| KBS원주 음악FM    |                   |                   |                   |                                             |
| 송신소            | 주파수            | 출력              | 호출부호          | 송신소 위치                                 |
| 백운산 송신소     | FM 89.5MHz        | 3kW               | HLCW-FM           | 강원 원주시 판부면 서곡리 산166             |
| 영월 중계소       | FM 97.3MHz        | 100W              | HLCV-FM           | 강원 영월군 영월읍 팔괴리 산247-1 국지산    |

## 제작 프로그램

### 라디오 프로그램

#### 1라디오
- 상쾌한 아침 원주에서 출발합니다 (시사교양, 평일 8:30~8:58) (진행 이은주)
- 라디오에 물어보세요 (시사교양, 평일 11:30~11:58) (진행 이은주)
- 생방송 오늘 원주입니다 (시사교양, 평일 17:05~17:58) (진행 추인혜)

#### 라디오 뉴스
| 프로그램명                  | 방송시간            | 편성시간                | 진행        |
| --------------------------- | ------------------- | ----------------------- | ----------- |
| KBS 제1라디오 9시 뉴스      | 월요일 ~ 금요일 5분 | 오전 9시 ~ 9시 5분      | 이은주      |
| KBS 제1라디오 정오종합뉴스  | 월요일 ~ 금요일 5분 | 낮 12시 15분~ 12시 20분 | 이은주      |
| KBS 제1라디오 오후 5시 뉴스 | 월요일 ~ 금요일 5분 | 오후 5시 ~ 5시 5분      | 춘천 수중계 |
| KBS 제1라디오 오후 6시 뉴스 | 토요일 ~ 일요일 5분 | 오후 6시 ~ 오후 6시 5분 | 춘천 수중계 |

#### 종영 프로그램
- 파워대행진 (FM) (2025년 1월 24일 자로 폐지)

## 직원

### 아나운서
| KBS 원주 아나운서 | KBS 원주 아나운서    | KBS 원주 아나운서 | KBS 원주 아나운서 |
| 입사연도          | 기수                 | 남성              | 여성              |
| ----------------- | -------------------- | ----------------- | ----------------- |
| 2024년            | (2024년 계약직 전환) |                   | 이은주            |

### 전직 아나운서
- 전우혁 (1990~1991)
- 김병관 (1993~1994)
- 윤상현 (1998~2005)
- 김동준 (1998~2000)
- 김윤상 (1999~2001)
- 박현정 (2004~2005)
- 이창진 (2002~2004)
- 오미선 (2003~2004)
- 김해경 (2001~2008)
- 이계진 (전 국회의원)
- 윤기덕 (2008~2011)
- 권우성 (2004~2005, 명예퇴직)
- 김지원 (2011~2012)
- 박주범 (2012~2014, 현 퇴사)
- 유연배 (1984~2019, 정년퇴직)
- 안주연 (프리랜서, 2013~2019)
- 한태호 (2024 퇴직)
- 김혜정 (2024 정년퇴직)
- 이예린 (프리랜서, 2022~2024)

### 기자
- 김용명 보도국장
- 심재철 취재부장

### 전직 기자
- 강탁균 (현 KBS제주방송총국 기자)
- 김영민 (현 KBS 기자)
- 박장훈 (현 KBS대전방송총국 기자)
- 송민석 (현 KBS대전방송총국 기자)
- 이현기 (현KBS춘천방송총국 기자)